# Ohtahara-Syndrom
Das Ohtahara-Syndrom, auch bekannt unter den Synonymen Frühinfantile epileptische Enzephalopathie mit suppression-burst und Early Infantile Epileptic Encephalopathy, ist eine mit weltweit lediglich etwa 200 dokumentierten Fällen äußerst seltene Form der Epilepsie, die im Neugeborenenalter auftritt und mit epileptischen Anfällen einhergeht, deren Ursache meist in einer Schädigung des Hirngewebes liegt.
Benannt wurde das Syndrom nach dem japanischen Neuropädiater und Epileptologen Shunsuke Ohtahara (大田原 俊輔), der in Zusammenarbeit mit einigen Kollegen im Jahr 1976 die Erstbeschreibung veröffentlichte.

## Merkmale
Verursacht wird das Ohtahara-Syndrom in aller Regel durch eine schwerwiegende Entwicklungsstörung bzw. Schädigung des gesamten Gehirns bzw. einzelner Teile davon.
Mädchen und Jungen können gleichermaßen betroffen sein.
Bei Kindern mit dieser Besonderheit zeigen sich schon vergleichsweise kurze Zeit nach der Geburt Anzeichen einer Hirnfunktionsstörung.
Darüber hinaus ist bei ihnen eine Muskelhypotonie (= eine Verringerung der Muskelspannung) auffällig, die sich z. B. dadurch bemerkbar macht, dass die Kinder ihren Kopf nicht altersentsprechend halten können.
Im Verlauf der ersten drei Monate, oft sogar bereits innerhalb der ersten zehn Tage nach der Geburt, zeigen sich epileptische Anfälle, die von Kind zu Kind verschieden sein können. Am häufigsten zeigen sich tonische Anfälle (griechisch: Tonus = Spannung), die sich in starken Verkrampfungen der Muskulatur in mehreren Körperbereichen äußern und bis zu einer Minute anhalten. Auch klonische Anfälle (griechisch: Klonos = heftige Bewegung), bei denen rhythmische Zuckungen einer oder mehrerer Extremitäten bei in der Regel intaktem Bewusstsein auftreten, myoklonische Anfälle, bei denen äußerst kurze unrhythmischen Zuckungen bei intaktem Bewusstsein auftreten, komplex-fokale Anfälle, bei denen Bewusstseinsstörungen bis hin zu mehreren Minuten Länge auftreten, und atypische Absencen, bei denen das Bewusstsein bei Verminderung der Reaktion auf z. B. Ansprache über den Zeitraum von etwa einer Minute leicht eingeschränkt ist, können auftreten.

## Diagnose
Die Entwicklungsstörung des gesamten Gehirns bzw. einzelner Teile davon, sind durch die Untersuchung mittels der Magnetresonanztomographie (MRT bzw. MRI) nachweisbar, bei der durch die entstehenden Bilder die Hirngewebsschädigungen festgestellt werden können.
Die epileptischen Anfälle werden durch ein Elektroenzephalogramm (EEG) nachgewiesen, durch das die elektrischen Funktionen der Nervenzellen im Gehirn beobachtet werden können: Entsprechende Ableitungen der Spannungen im Gehirn der Betroffenen zeigen sowohl bei wachen als auch bei schlafenden Kindern ein Suppression-burst-Muster (= vergleichsweise kurzer Stöße krampftypischer Spitzen von hoher Spannungsentladung mit anschließenden Phasen sehr geringer elektrischer Aktivität), wodurch die Epilepsie klassifiziert werden kann.

## Behandlung
Das Ohtahara-Syndrom ist nicht heilbar, sodass die Behandlung der Symptome die einzige Therapie darstellt. Viele Kinder mit Ohtahara-Syndrom sterben im Verlauf des ersten Lebensjahres, da sich die epileptischen Anfälle größtenteils nicht medikamentös einstellen lassen (= Therapieresistenz). Nur bei vergleichsweise wenigen Kinder brachte die Behandlung mit ACTH (= adrenocorticotropes Hormon) Besserung.

## Prognose
Das Ohtahara-Syndrom geht bei 75 % der Kinder innerhalb des vierten bis sechsten Monats nach der Geburt in das West-Syndrom (BNS-Krämpfe) und bei einigen im Alter von zwei bis acht Jahren in das Lennox-Gastaut-Syndrom über.
Betroffene Kinder bleiben im Vergleich zu gleichaltrigen Kindern ohne Beeinträchtigung in aller Regel sehr deutlich in ihrer psychomotorischen und kognitiven Entwicklung zurück. Dennoch kann nicht pauschal gesagt werden, wie sich ein Kind entwickelt, zumal die Prognose auch in Zusammenhang damit steht, welcher Art die ursächliche Hirnfunktionsstörung ist, und in welchem Ausmaß sie vorliegt.

## Differentialdiagnose
Schätzungsweise etwa 0,2 % aller Kinder mit frühkindlicher Epilepsie haben das Ohtahara-Syndrom. Vor der Diagnosestellung sollten folgende Differentialdiagnosen überprüft werden:
- schwere frühkindliche myoklonische Epilepsie
- West-Syndrom
- Lennox-Gastaut-Syndrom